# Veterinärmedicin

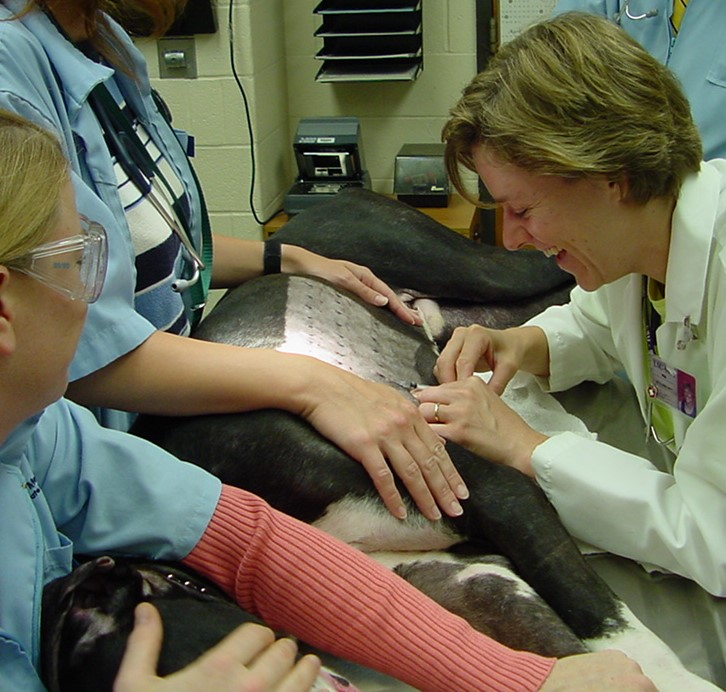
Allergitest på hund

Veterinärmedicin är läran om medicinsk profylax, diagnostik och terapi på djur, både avseende tamdjur och vilda djur i frihet och i djurparker. Ämnesområdet motsvarar alltså medicinen, fast tillämpat på djur, och är både en vetenskap och ett yrkesområde.
Veterinärmedicinen har under de senaste årtiondena utvecklats snabbt tack vare avancerade metoder för diagnostik och terapi. Veterinärmedicinskt utbildade personer garanterar också kvaliteten, kvantiteten och säkerheten på livsmedlen genom kontroll av djurbesättningar, enskilda djur och produkter avsedda som livsmedel.
Djurens ekonomiska värde spelar stor roll i sammanhanget. Sporthästar som kan vara värda hundratusentals kronor och mer är värda att kosta på mer än en vanlig ko. I flera länder är veterinärmedicinen avseende hästar mycket specialiserad. Det kliniska arbetet med hästar omfattar ofta problem av lokomotorisk och ortopedisk art men även lidanden i mag- och tarmkanalen såsom kolik samt infektioner och andra lidanden i respirationssystemet kräver ofta åtgärder. Även sårskador är vanliga hos hästar.
Veterinärmedicinska forskare bidrar i stor omfattning med framsteg inom till exempel kemi, virologi, immunologi och farmakologi.
I Kahun-papyrusen, egyptiska papyrusrullar daterade till mellan 1900-talet och 1800-talet f. Kr., finns de äldsta bevarade skrifterna om veterinärmedicin.

## Utbildning i veterinärmedicin
Många universitet och högskolor utbildar veterinärer och som regel kan även doktorsexamen uppnås. I de flesta länder är veterinäryrket reglerat och övervakat av statliga myndigheter. Utbildningen varar i regel mellan 4 och 7 år och omfattar ett stort antal ämnen såsom anatomi, fysiologi, farmakologi, kemi och biokemi, patologi, parasitologi, mikrobiologi med flera. Även praktiskt kliniskt arbete ingår, särskilt mot slutet av utbildningen.

### Sverige
Utbildningen av veterinärer i Sverige bedrivs av Sveriges lantbruksuniversitet i Uppsala och är 5,5 år.
Veterinärmedicine doktor är en doktorstitel i veterinärmedicinen.